# Gaspard de Saunier
Pour les articles homonymes, voir Saunier.
Gaspard de Saunier (1663 – 10 août 1748) écuyer et auteur de plusieurs traités d'équitation dont La Parfaite Connaissance des chevaux, Les Vrais principes de la cavalerie, L’art de la cavalerie ou La manière de devenir bon ecuyer.

## Biographie
Il est le fils de Jean de Saunier, hippiatre à la Grande Écurie et a été l’élève notamment de Pierre du Vernet Duplessis.
Inspecteur du haras royal, il a été jusqu'en 1710 l’écuyer de plusieurs personnages comme Louis III de Bourbon-Condé, duc de Bourbon (de 1688 à 1690) puis de Gaston Jean Baptiste de Mornay, comte de Montchevreuil, jusqu’à la mort de celui-ci en 1693, du marquis de Courtanvaux et enfin du comte de Médavi. Avec courage, il partagea avec eux le sort militaire.
À la suite d'un duel où il tue son adversaire, il s’exile à Cologne, La Haye puis Leyde où il s'éteignit à l'âge de 85 ans. Il y fonde une académie qu’il transmettra à son élève Godefroy Boyer. 
Il a fait l’objet d’un roman, Gaspard des chevaux, de Philippe Deblaise. 

## Traités d'équitation
Il publie en 1734 à La Haye chez Adrien Moetjens, un ouvrage écrit avec son père Jean, La parfaite connoissance des chevaux, leur anatomie, leurs bonnes et mauvaises qualitez, leurs maladies et les remedes qui y conviennnent, puis en 1749 à Amsterdam chez Zacharie Châtelain Les vrais principes de la cavalerie par Gaspard Saunier.
Son Art De La Cavalerie Ou La Maniere De Devenier Bon Ecuyer.: Avec Une Idee Generale De Leurs Maladies a été publié après sa mort en 1756 à Amsterdam et Berlin chez Jean Neaulne. On y trouve toutes les connaissances d'un homme de cheval accompli, la notion de légèreté et la proscription des violences qui sont à la base de l'école de Versailles